# MSC Wölfe Wittstock
MSC Wölfe Wittstock – niemiecki klub żużlowy z Wittstock/Dosse.

## Historia
Pierwszy klub żużlowy w Wittstock został założony w 1961 roku. Po raz pierwszy drużyna z Wittstocka uczestniczyła w rozgrywkach o Drużynowe mistrzostwa NRD na żużlu w 1982 roku, a po zjednoczeniu Niemiec do 2001 roku występowała w żużlowej bundeslidze. Ostatnie zawody organizowane przez MC "Heidering" Wittstock odbyły się w 2007 roku.
Po pięcioletniej przerwie żużla w Wittstocku, 28 czerwca 2012 roku przedsiębiorcy branży budowlanej Fritz i Franz Mauer, związani dotychczas z ST Wolfslake, we współpracy z władzami miasta powołali nowy klub pod nazwą MSC Wölfe. W sezonach 2020-2021 zespół występował w polskiej drugiej lidze żużlowej, zajmując w każdym z sezonów ostatnią pozycję. W grudniu 2021 klubowi odmówiono przyznania licencji na sezon 2022.

## Starty w polskiej lidze
| Sezon | Rozgrywki ligowe | Rozgrywki ligowe | Rozgrywki ligowe |
| Sezon | Liga             | Liga             | Miejsce          |
| ----- | ---------------- | ---------------- | ---------------- |
| 2020  | III              | II liga          | 6/6              |
| 2021  | III              | II liga          | 7/7              |

| Poziom ligowy | Liczba sezonów | Sezony    |
| ------------- | -------------- | --------- |
| III           | 2              | 2020–2021 |